# Мяґарі
Мя́ґарі (ест. Mägari küla) — село в Естонії, у волості Рідала повіту Ляенемаа.

## Населення
Чисельність населення на 31 грудня 2011 року становила 74 особи.